# Graham Swift
Graham Swift (ur. 4 maja 1949 w Londynie) – brytyjski prozaik. Studiował w Queens’ College na Uniwersytecie Cambridge oraz na uniwersytecie w Yorku. W latach 1974–1983 pracował jako nauczyciel. Jest członkiem Królewskiej Akademii Literatury.
Niektóre z jego dzieł posłużyły jako scenariusze filmów, m.in. Ostatnia kolejka (główne role zagrali Michael Caine i Bob Hoskins). Powieść ta zdobyła Nagrodę Bookera. Zekranizowano też Krainę wód (główną rolę grał Jeremy Irons) i Shuttlecock (Lotka).

## Powieści
- 1980: Sweet-Shop Owner
- 1982: Shuttlecock
- 1983: Kraina wód (Waterland, polski przekład Aleksandra Ambros)
- 1988: Z tego świata (Out of this World, polski przekład Maria Olejniczak-Skarsgård)
- 1992: Raz na zawsze (Ever After, polski przekład Michał Kłobukowski)
- 1996: Ostatnia kolejka (Last Orders, polski przekład Krzysztof Filip Rudolf)
- 2003: W świetle dnia (The Light of Day, polski przekład Magdalena Heydel)
- 2007: Tomorrow
- 2011: Wish You Were Here[1]
- 2016: Mothering Sunday
- 2020: Here We Are

## Zbiory opowiadań
- 1982: Nauka pływania (Learning to Swim, polski przekład Andrzej Appel)[2]
- 2015: England and Other Stories

### Literatura
- Leszek Engelking - Historia [o książce Kraina wód]. „Ex Libris” 1992, nr 24
- David Malcolm, Prywatne życia, publiczne przedstawienia: proza Grahama Swifta, przeł. Monika Szuba. "Topos" 2013, nr 1-2